# Morozeviczita
La morozeviczita és un mineral de la classe dels sulfurs. Rep el nom en honor de Józef Marian Morozewicz (Rędziany, Polònia, 27 de març de 1865 - Varsòvia, Polònia, 12 de juny de 1941), professor de mineralogia de la Universitat de Jagiellonian.

## Característiques
La morozeviczita és un sulfur de fórmula química (Pb,Fe)₃Ge1-xS₄. Es tracta d'una espècie aprovada per l'Associació Mineralògica Internacional i publicada per primera vegada l'any 1975. Cristal·litza en el sistema isomètric. La seva duresa a l'escala de Mohs és 3,5. Forma una sèrie de solució sòlida amb la polkovicita.
Segons la classificació de Nickel-Strunz, la morozeviczita pertany a «02.CB - Sulfurs metàl·lics, M:S = 1:1 (i similars), amb Zn, Fe, Cu, Ag, etc.» juntament amb els següents minerals: coloradoïta, hawleyita, metacinabri, polhemusita, sakuraiïta, esfalerita, stil·leïta, tiemannita, rudashevskyita, calcopirita, eskebornita, gal·lita, haycockita, lenaïta, mooihoekita, putoranita, roquesita, talnakhita, laforêtita, černýita, ferrokesterita, hocartita, idaïta, kesterita, kuramita, mohita, pirquitasita, estannita, estannoidita, velikita, chatkalita, mawsonita, colusita, germanita, germanocolusita, nekrasovita, estibiocolusita, ovamboïta, maikainita, hemusita, kiddcreekita, polkovicita, renierita, vinciennita, catamarcaïta, lautita, cadmoselita, greenockita, wurtzita, rambergita, buseckita, cubanita, isocubanita, picotpaulita, raguinita, argentopirita, sternbergita, sulvanita, vulcanita, empressita i muthmannita.

## Formació i jaciments
Va ser descoberta a la mina Polkowice, a la localitat de Gmina Polkowice, dins el comtat de Polkowice (Voivodat de Baixa Silèsia, Polònia). Es tracta de l'únic indret de tot el planeta on ha estat descrita aquesta espècie.